# メイソン郡 (ミシガン州)
メイソン郡（英: Mason County）は、アメリカ合衆国ミシガン州ロウアー半島の西部に位置する郡である。2010年国勢調査での人口は28,705人であり、2000年の28,274人から1.5%増加した。郡庁所在地はラディントン市（Ludington、([ˈlʌdiŋtən]、人口8,076人）であり、同郡で人口最大の都市でもある。

## 歴史

### 前史時代
今日ペレ・マルケット湖と呼ばれる湖の岸に住んだインディアンが最初の航海者だった。まずミシガン湖岸に沿って動き、崖から細い帯状の土地に降りてくる丘陵の麓にあった狭く浅い入江を横切った。この帯状の土地はバターズビル半島と呼ばれた。
この地域は「ピーカゴン」と呼ばれ、「棒の頭のある川」という意味だった。17世紀にオタワ族とマスクーテン族の間で激しい戦闘が行われ数千人の者が死んだあと、オタワ族がこの地域に名前を付けたものだった。勝者であるオタワ族は負けたマスクーテン族の頭を切り、後にやってくる者に対する見せしめのために川や湖に沿って建てた棒の上にその頭を曝した。
次に起きた歴史上の出来事はマルケット神父が地域を訪れたことだった。イエズス会の宣教師であるマルケットはカヌーで五大湖を横切り、新世界にキリスト教をもたらした。セントイグナスに戻る途中で病気になり、後にペレ・マルケット湖と呼ばれる湖の岸で死んだ。

### ヨーロッパ人の到着
1835年のウィリアム・クビリオンなど初期の罠猟師や木樵は湖を通ってこの地域に入ってきた。小さなスクーナーで到着し、内陸にはカヌーを使った。1847年、スクーナーの"イーグル号"で家族と共に到着したバー・カズウェルが、最初の恒久的なヨーロッパ系開拓者だった。このことが地域開拓史の始まりとなった。この頃の地域は原生地であり、巨大な松が湖岸に群れ、オオカミが多かったので内陸の移動は困難だった。原生地の中で開発を始められるような新しい開拓地に導く道路は無かった。移動のための確かな手段はスクーナーかカヌーだった。内陸ではインディアン道か鹿の通る道を進むか、湖岸に沿って進むかであり、途中にある河川は何らかの方法で越える必要があった。
1882年に出版された「マニスティー、メイソン、オセアナ各郡の歴史」には「白人開拓者の最初の家族を取り巻く環境ほど、原始的で文明からはほど遠いものは無かった」と記されている。「開拓者の家屋は深い原始林の中にあり、隣人はオタワ族インディアンだった。二、三人の白人が川を遡って板材を作りに行ったが、マニスティーの近くに白人開拓者は居なかった。インディアンはその宗教的儀式の意味をカズウェルに説明した。」
フランシス・カズウェル・ハンナが残した「砂、鋸屑、板材」には1847年に到着した時の様子が書かれている。「1847年晩夏の穏やかな日に、シカゴから北に向かったスクーナー"イーグル号"には6人の家族が乗り、ペレ・マルケット湖の入り口沖で停止した。浅い海峡に船を進められなかったので、船長は手漕ぎのボートで家族を岸まで送った。その雄牛、雌牛、豚は湖水に放り込まれ、スクーナーの周りを1、2度回った後で岸に泳いだ。家族のための1年分の食料が手漕ぎボートで運ばれた。これがペレ・マルケット湖の周辺地域で最初の恒久的白人開拓者であるバー・カズウェル一家の劇的な到着だった。バーは40歳、妻のハンナ・グリーンは2歳若い38歳、4人の子供はメアリーが15歳、ジョージが13歳、ヘレンが10歳、エドガーが7歳だった。」
1897年に最初の鋼板製カーフェリーが完成したが、ラディントンのカーフェリーはこれよりももっと早く始まっていた。これを可能にするために開拓地の初期には多くの手数を掛ける必要があった。製材所と粗野な建物の周りに形成され始めたちっぽけな村が、その後ペレ・マルケット村と呼ばれるようになった。
フリントから東海岸にむけて延伸を始めた鉄道がフリント・アンド・ペレ・マルケット鉄道として法人化された。鉄道で運ばれた貨物を移動させる貨物船を認可し、発展しつつある船隊に対する需要を固めたのがラディントンで止まった鉄道であり、結果的に世界でも最大のカーフェリー船隊を作り上げた。
ルーマン・グッドノーが著した「製材旋盤と板材」には、「製材業が町の存在理由だった。小さな湖の岸に散らばった製材所がその手段だった。湖岸の長さ2マイル (3.2 km)、幅半マイル (0.8 km) から4分の3マイル (1.2 km) の地域が森林に隣接する林業の場所を豊富に提供し、川には丸太を組んだ筏も浮かべられた。」と記されている。
ラディントンの海運産業の発展は、商品を市場に運び、水路を経てのみ容易になる遠い地域まで仕事を求めていく開拓者や木樵を運ぶことに直接関わった。
これが最初に交易や運輸の経路が確立された経過であり、湖を使って年中貨物や旅客を運ぶ大きくてより良い船舶に対する需要を高め続けた。罠猟師は1835年には入ってきており、製材業者は1840年代、最初の恒久的開拓者は1847年だった。変化は起こったが、今日的感覚からすれば緩りとしたものだった。当時の北ミシガンでは道路がほとんど無かったので、陸路の旅は困難だった。
移動のための最も効率的な手段は船であり、木樵が地域に入ってきて、木材、物資、人を速く動かすための方法を見出すのが喫緊の課題だった。この需要を見込んで、無限にあると思われる松の森に対する市場を想定した人が広大な松林のある土地を購入した。この賭に進んで乗ろうとする者にとってはやることが多かったので、松林で長時間働こうという移民の数も増えた。
1865年頃まではスクーナーや木製のフッカーが輸送需要の大半に応えていた。人口の増加は緩りだったが、製材業者の関心はほとんど傷も付いていないような松の山を動かすことだったと思われる。1873年になっても巨大なシロマツがペレ・マルケット湖の岸に密生していた。
フォードという男が製材所を造るためにペレ・マルケット湖周辺の土地を購入し、この事業の設立と運営の資金を得るために、ミルウォーキーの事業家ジェイムズ・ラディントンと手形を換した。同じ時期にイーバー・ウォードという男がメイソン郡で広大な松林を購入し、同じ事業に乗り出した。ウォードはデトロイトで最初の百万長者であり、中西部で製材業や鉱業に投資してきていた。
ラディントンとウォードは産業界の指導者であり、どちらも他から認められた者達だったが、さらに当時の大物だったチャールズ・ミアーズが加わった。ミアーズは既に半島にあった郡庁所在地を自分で支配していたリンカーンの村に移すことに成功していた。
フォードがラディントンと換した手形を焦げ付かせると、ジェイムズ・ラディントンが抵当権を盾にフォードの所有していた資産を取り上げた。1859年にラディントンが手に入れた土地の大半は、現在ラディントン市となった地域に広がっていた。
1859年時点で、製材所1軒、掘っ立て小屋が数個、鋸屑の道路1本以外にほとんど何も無かった。港の入り口ですら浅すぎて製品を市場に送り出すのは困難だった。湖の周辺に造られ始めた小さな製材の町がラディントンの気を引き、事業ではなくて町を造ろうと思った。この時点では、数世紀前にこの地で病気で倒れたイエズス会宣教師に因んで、村の名前はペレ・マルケットとされていた。
この地域の開発については強力な人々と強力な企画があった。巨人の衝突が荒野で起ころうとしていた。ラディントンがペレ・マルケットの製材所を取得すると、それを運営する人物が必要になった。そこで海峡の開発と引き替えに製材所の運営をチャールズ・ミアーズに2年間貸与の条件で申し出た。
ミアーズはこのチャンスに飛びついたが、その判断が財政と政治上の破綻に繋がるような大きな誤りだった。その後の数年間でミアーズは海峡を広げ、深くした。スクーナーが容易に入って来られるようになり、商業の波がペレ・マルケットに入り、新しい家族や木樵も入ってきた。貸与期間が過ぎるとラディントンが製材所と改良された港の支配権を取り戻した。
ミアーズはオセアナ郡のペントウォーターと、メイソン郡のリンカーン村とハムリンに製材所を建設していた。政治的工作に成功してメイソン郡の郡庁所在地を自分の支配するリンカーン村に移す住民投票でも勝利していた。ミアーズはマスキーゴンの北からハムリンまで全ての港を支配できると考えていた。1859年時点でリンカーン村は成長しており、商業や成長速度でペレ・マルケット村に差を付けていた。
ミアーズは当初ビッグサーブル川とリトルサーブル川周辺の土地全てに入った。これはペレ・マルケットの土地がジョセフ・ボイデンに、フリーソイルの土地がウィーラーとハリスに取られていたからだった。1860年までにミアーズは約500人を雇用し、季節によっては郡内の他の者や農夫もミアーズの森で働いた。
1859年、ウィスコンシン州マニトワックの住民集団が蒸気船"ガゼール"でペレ・マルケット村を訪れ、湖を横断する船舶運航の可能性を探った。湖を横断するルートという考えは地域開発の初期段階で多くの者が考えたことだった。リンカーン村を定期的に訪れる船が2隻あり、ミアーズは1856年にスクーナーの"ブラックホーク"を建造していた。
1861年から1861年まで続いた南北戦争の時代は成長が緩りだったが、戦後直ぐに復員兵がホームステッド法の利点を生かし、新しい生活を始めるためにメイソン郡に来るようになってブームが始まった。企業が興され、家屋が建設され、新しく切り払われた土地に農園ができた。間もなくリンカーン村はその存在意義を失い、人口も政治的影響力も衰えていった。
この期間に新しく鉄道が延びてくると共にミアーズとラディントン、イーバー・ウォードの間のドラマが進行していた。大いに期待されたことであり、ペレ・マルケットの村に鉄道が来れば全てに恩恵を与えることを誰もが知っていた。
この村に郵便局ができると、文書はラディントンの名前で作成された。村の名前はそのままだったが、郵便局はジェイムズ・ラディントンと名付けられていた。1865年、ラディントンが町の区画割りを始め、その町は彼の名前を戴くことになった。ラディントンは村の社会を改善し、経済を成長させると考えられるものほとんど全てに資金を寄付した。
1869年、ラディントンはラディントンの町にある終着駅についてイーバー・ウォードとの交渉で上手に出られると考えていたに違いない。一方ミアーズに対しては上手に出ることができたが、ミアーズを倒したその棒の先に居る自分を見出す（同じ運命になる）ところだった。
ラディントンの使用人がラウンドフォーティと呼んでいた所を伐採していた。そこはラディントンとウォードの土地が出会う場所にあたり、ラディントンの使用人はその境界線の向こう側で木を切り倒していた。ウォードは鉄道終着点に関してラディントンと進行中の交渉を意に介さず、細かいことを気にしない者だった。
ラディントンの使用人が自分の木を切ったことを知ったウォードは、事業に関わる件でラディントンがデトロイトに出てくるのを待った。ラディントンが出てくると逮捕され投獄された。
この事件によって、ラディントンはその健康を患い、ウォードが起こした訴訟で65万ドルを失ったことで酷く衝撃を受けた。ラディントンは自分にできることをまとめ、自身を株主としてラディントン製材会社を興したが、事業は以前共に事業を遂行していた他人の支配することになった。
ペレ・マルケット湖沿いのマルケットに終着駅の土地を確保することはウォードの独壇場になった。新しく設立されたラディントン製材会社が鉄道に必要な10万ドル相当の土地を寄付した。ウォードはさらに自分で土地を確保し、湖岸に2か所の製材所を建設し、所有するかなりの広さの松林を伐採した。
1873年、村が法人化されるときに、ラディントンは市名がラディントンとなることを条件に5千ドルの寄付を申し出た。この年はラディントンにとって良い年であり、市名にその名前が採用され、市が急成長し、鉄道が直ぐそこまで来ており、郡庁所在地はリンカーンからラディントンに移された。
マイケル・イングルマンがシカゴとウィスコンシンに向かう湖横断ルートを準備していた時の数年前、ウォードが鉄道を使ってミシガンとウィスコンシンを結ぶ湖横断線を造る計画を止める者はいなかった。ウォードは鉄道を完成させ、ラディントンに製材所を造り、側輪蒸気船"ジョン・シャーマン"の手配をした後の1875年1月1日に死んだ。彼がカーフェリーの船隊創設を見ることは無かったが、湖横断ルートに筋道を付け、それが地域を永遠に変化させることになった。
以上はデイビッド・K・ピーターセンの著作「ラディントン・カーフェリーズ」（アーカディア出版）から著者の諒解の元に紹介した抜粋である。

## 地理
アメリカ合衆国国勢調査局に拠れば、郡域全面積は1,241.86平方マイル (3,216.4 km2)であり、このうち陸地495.17平方マイル (1,282.5 km2)、水域は746.70平方マイル (1,933.9 km2)で水域率は60.13%である。

### 主要高規格道路
- アメリカ国道10号線
- アメリカ国道31号線
- アメリカ国道31号線産業道路、ラディントンの東、ペレ・マルケット・ハイウェイに沿って走る支線
- ミシガン州道116号線、ラディントン州立公園に向かう

### 隣接する郡
- マニスティー郡 - 北
- レイク郡 - 東
- ニウェーゴ郡 - 南東
- オセアナ郡 - 南
- シボイガン郡 (ウィスコンシン州) - 南西
- マニトワック郡 (ウィスコンシン州) - 西

### 国立保護地域
- マニスティー国立の森（部分）

## 人口動態
以下は2000年の国勢調査による人口統計データである。
| 基礎データ - 人口: 28,274人 - 世帯数: 11,406 世帯 - 家族数: 7,881 家族 - 人口密度: 22人/km2（57人/mi2） - 住居数: 16,063軒 - 住居密度: 13軒/km2（32軒/mi2） 人種別人口構成 - 白人: 95.84% - アフリカン・アメリカン: 0.73% - ネイティブ・アメリカン: 0.78% - アジア人: 0.28% - 太平洋諸島系: 0.02% - その他の人種: 0.82% - 混血: 1.53% - ヒスパニック・ラテン系: 3.01% 先祖による構成 - ドイツ系：24.5% - ポーランド系：10.4% - イギリス系：8.8% - アイルランド系：8.5% - アメリカ人：7.7% - スウェーデン系：5.0% 言語による構成 - 英語：96.0% - スペイン語：2.2% | 年齢別人口構成 - 18歳未満: 24.2% - 18-24歳: 7.1% - 25-44歳: 26.2% - 45-64歳: 25.8% - 65歳以上: 16.8% - 年齢の中央値: 40歳 - 性比（女性100人あたり男性の人口） - 総人口: 97.5 - 18歳以上: 94.4 世帯と家族（対世帯数） - 18歳未満の子供がいる: 29.7% - 結婚・同居している夫婦: 56.4% - 未婚・離婚・死別女性が世帯主: 9.2% - 非家族世帯: 30.9% - 単身世帯: 26.5% - 65歳以上の老人1人暮らし: 11.7% - 平均構成人数 - 世帯: 2.43人 - 家族: 2.92人 収入と家計 - 収入の中央値 - 世帯: 34,704米ドル - 家族: 41,654米ドル - 性別 - 男性: 33,873米ドル - 女性: 22,616米ドル - 人口1人あたり収入: 17,713米ドル - 貧困線以下 - 対人口: 11.0% - 対家族数: 7.0% - 18歳未満: 16.5% - 65歳以上: 7.0% |

## 郡政府
郡政府は郡監獄の運営、地方道の維持、地方裁判所の運営、権利譲渡と抵当権設定記録など重要記録の維持、公衆衛生規制の管理、福祉など社会サービスの項目で州の施策への参加を行う。郡政委員会は予算を管理するが、法や条例を作るのは限定付き権限である。ミシガン州では、警察と消防、建設と区画割、税評価、街路維持など地方政府の大半機能は個々の都市と郡区の責任である。

## 郡区
メイソン郡は下記15の郡区に分割されている。
| - アンバー - ブランチ - カスター - イーデン - フリーソイル | - グラント - ハムリン - ローガン - ミード - ペレ・マルケット・チャーター | - リバートン - シェリダン - シャーマン - サミット - ビクトリー |

## 都市と町
- ラディントン - 郡庁所在地
- スコットビル

### 村
- カスター
- ファウンテン
- フリーソイル